# Al Levitt
Pour les articles homonymes, voir Levitt.
Alan Levitt dit Al Levitt, né à New York le 11 novembre 1932 et mort à Paris le 28 novembre 1994, est un batteur de jazz américain.
Il étudie avec Lennie Tristano et Irv Kluger (en) avant de débuter dans des orchestres professionnels au début des années 1950. Établi à Paris en 1975, il poursuit sa carrière en Europe avec Lee Konitz, Warne Marsh et Chet Baker. Il fait partie dans les années 1980 des P'tits Loups du Jazz et du quintette de Guy Lafitte.
Batteur extrêmement subtil, spécialiste des balais, il était particulièrement à son aise dans les compositions et avec des interprètes développant les nuances rythmiques et modales.

## Discographie sélective
- Paul Bley (EmArcy, 1954)[2],[3],[4]